# Quentin Bryce
Quentin Alice Louise Bryce, nascida Quentin Strachan (Brisbane, 23 de dezembro de 1942), é uma política da Austrália, tendo sido Governadora-Geral do país (a primeira mulher no cargo) de 2008 a 2014. Foi também governadora de Queensland, entre 2003 e 2008.

## Títulos
- 23 de dezembro de 1942 - 11 de dezembro de 1964 : Senhorita Quentin Strachan
- 12 de dezembro de 1964 - 25 de janeiro de 1988 : Sra Quentin Bryce
- 26 de janeiro de 1988 - 29 de abril de 2003 : Sra Quentin Bryce AO
- 30 de abril de 2003 - 28 de julho de 2003 : Sra Quentin Bryce AC
- 29 de Julho de 2003 - 29 de julho de 2008 : A Sua Excelência a Senhora Quentin Bryce AC, regulador de Queensland
- 30 de Julho de 2008 - 04 de setembro de 2008 : Ms Quentin Bryce AC
- 05 de setembro de 2008 - 25 de outubro de 2011 : A Sua Excelência a Senhora Quentin Bryce AC, o governador-geral da Commonwealth da Austrália
- 26 de outubro de 2011 - 08 de maio de 2013 : A Sua Excelência a Senhora Quentin Bryce AC CVO, o governador-geral da Commonwealth da Austrália
- 8 Maio de 2013 - 24 de março de 2014 : Sua Excelência o Sr. Quentin Bryce AC CVO, o governador-geral da Commonwealth da Austrália
- 25 de março de 2014 - 28 de março de 2014 : Sua Excelência o Sr. Dame Quentin Bryce AD CVO, o governador-geral da Commonwealth da Austrália
- 28 de março de 2014 - Presente : A Sra Dame Quentin Bryce AD CVO

#### Posições militares honorários
- 2008-2014 : O coronel-em-chefe do corpo médico do Exército Real da Austrália

#### Títulos honorários
Queensland:
- Bryce foi conferida com o grau de Doutor Honoris Causa da Universidade (Hon.DUniv) pela Universidade Griffith em 2003.
- Doutor Honorário da Universidade James Cook (Hon.DUniv (JCU))
- Em 2004, Bryce foi feito um doutor honorário da Universidade (Hon.DU) pela Universidade de Tecnologia de Queensland.
- Em 2006 Bryce recebeu um doutorado honorário em Direito (Hon.LLD) pela Universidade de Queensland.

Nova Gales do Sul:
- Em 1998, ela foi premiada com um doutorado honorário em Direito pela Universidade Macquarie (Hon.LLD).
- Em 2002, ela recebeu um doutorado honorário de Cartas por Universidade Charles Sturt (Hon.DLitt).
- Em 2010, Bryce foi premiado com um doutorado honorário em Direito (Hon.LLD) pela Universidade de Sydney, onde ela era a principal da Faculdade de Mulheres, da Universidade de Sydney de 1997 a 2003.
- Em 2012, Bryce foi premiado com um doutorado honorário de Letras (Hon.DLitt) pela Universidade de Western Sydney.